# Ron Santo
Ron Santo (Seattle, 25 de fevereiro de 1940 - 2 de dezembro de 2010) foi um jogador de beisebol norte-americano da Major League Baseball. Ele foi também locutor de rádio por vários anos.